# Грейт-Фоллс (Південна Кароліна)
Грейт-Фоллс (англ. Great Falls) — місто (англ. town) в США, в окрузі Честер штату Південна Кароліна. Населення — 1951 особа (2020).

## Географія
Грейт-Фоллс розташований за координатами 34°34′20″ пн. ш. 80°54′19″ зх. д. / 34.57222° пн. ш. 80.90528° зх. д. (34.572131, -80.905304).  За даними Бюро перепису населення США в 2010 році місто мало площу 11,34 км², з яких 10,98 км² — суходіл та 0,36 км² — водойми.

## Демографія
Згідно з переписом 2010 року, у місті мешкало 1979 осіб у 790 домогосподарствах у складі 503 родин. Густота населення становила 175 осіб/км².  Було 944 помешкання (83/км²).
Расовий склад населення:
| - 66,4 % — білих - 31,3 % — чорних або афроамериканців |

До двох чи більше рас належало 2,0 %. Частка іспаномовних становила 0,8 % від усіх жителів.
За віковим діапазоном населення розподілялося таким чином: 26,1 % — особи молодші 18 років, 58,6 % — особи у віці 18—64 років, 15,3 % — особи у віці 65 років та старші. Медіана віку мешканця становила 37,0 року. На 100 осіб жіночої статі у місті припадало 86,5 чоловіків;  на 100 жінок у віці від 18 років та старших — 83,7 чоловіків також старших 18 років.
Середній дохід на одне домашнє господарство  становив 37 114 долари США (медіана — 27 887), а середній дохід на одну сім'ю — 43 818 доларів (медіана — 31 447). Медіана доходів становила 36 422 долари для чоловіків та 26 031 долар для жінок. За межею бідності перебувало 28,2 % осіб, у тому числі 37,7 % дітей у віці до 18 років та 11,1 % осіб у віці 65 років та старших.
Цивільне працевлаштоване населення становило 557 осіб. Основні галузі зайнятості: виробництво — 23,3 %, роздрібна торгівля — 14,9 %, мистецтво, розваги та відпочинок — 11,1 %, транспорт — 9,9 %.